# Coupe d'Europe de ski alpin 2019-2020
Navigation
Édition précédente Édition suivante
La Coupe d'Europe de ski alpin 2019-2020 est la 49e édition de la Coupe d'Europe de ski alpin, compétition de ski alpin organisée annuellement. Selon le calendrier initial elle se déroule du 29 novembre 2019 au 22 mars 2020 dans trente-trois stations européennes réparties dans onze pays. Écourtée à cause de la pandémie de maladie à coronavirus de 2019-2020, elle sacre l'autrichienne Nadine Fest et le norvégien Atle Lie McGrath.

## Déroulement de la saison
La saison est prévue pour débuter par deux slaloms féminins à Trysil et deux slaloms masculins à Funäsdalen les 29 et 30 novembre 2018. Elle est programmée pour comporter vingt-et-une étapes masculines et dix-huit étapes féminines,. Les épreuves des finales sont programmées des 16 au 22 mars 2020 dans les stations autrichiennes de Saalbach et Reiteralm. Mais la pandémie de maladie à coronavirus de 2019-2020 contraint la FIS à annuler les épreuves finales autrichiennes de Saalbach et Reiteralm,. 

### Saison des messieurs
| \| Funäsdalen Trysil Kvitfjell \| Les sites des compétitions dans les pays nordiques |
| Funäsdalen Trysil Kvitfjell                                                          |

| \| Zinal Santa Caterina Obereggen Plan de Corones Vaujany Wengen Zagreb Saalbach Kirchberg Orcières Méribel Jaun Berchtesgaden Sella Nevea Jasná Reiteralm \| Les sites des compétitions situés dans les Alpes |
| Zinal Santa Caterina Obereggen Plan de Corones Vaujany Wengen Zagreb Saalbach Kirchberg Orcières Méribel Jaun Berchtesgaden Sella Nevea Jasná Reiteralm                                                        |

### Saison des dames
| \| Trysil Funäsdalen Kvitfjell \| Les sites des compétitions dans les pays nordiques |
| Trysil Funäsdalen Kvitfjell                                                          |

| \| St-Moritz Andalo Col de San Pellegrino Plan de Corones Zagreb Zell am See St. Anton Melchsee-Frutt Morzine Pila Crans-Montana Sarentino Krvavec Bad Wiessee Saalbach Reiteralm \| Les sites des compétitions situés dans les Alpes |
| St-Moritz Andalo Col de San Pellegrino Plan de Corones Zagreb Zell am See St. Anton Melchsee-Frutt Morzine Pila Crans-Montana Sarentino Krvavec Bad Wiessee Saalbach Reiteralm                                                        |

## Classement général
Les vainqueurs des classements généraux sont l'autrichienne Nadine Fest et le norvégien Atle Lie McGrath.
| Rang | Nom                      | Points | Victoire(s) | Podium(s) |
| ---- | ------------------------ | ------ | ----------- | --------- |
| 1    | Atle Lie McGrath         | 1081   | 2           | 10        |
| 2    | Raphael Haaser           | 648    | 2           | 4         |
| 3    | Niklas Köck              | 523    | 2           | 4         |
| 4    | Alexander Prast          | 475    | 1           | 3         |
| 5    | Sebastian Holzmann       | 404    | 1           | 2         |
| 6    | Julian Rauchfuss         | 402    | 0           | 3         |
| 7    | Roberto Nani             | 401    | 1           | 3         |
| 8    | Federico Liberatore (it) | 351    | 2           | 3         |
| 9    | Patrick Feurstein (it)   | 348    | 2           | 3         |
| 10   | Tommaso Sala             | 336    | 2           | 3         |

| Rang | Nom                          | Points | Victoire(s) | Podium(s) |
| ---- | ---------------------------- | ------ | ----------- | --------- |
| 1    | Nadine Fest                  | 1116   | 7           | 11        |
| 2    | Rosina Schneeberger          | 763    | 1           | 6         |
| 3    | Jessica Hilzinger            | 760    | 3           | 5         |
| 4    | Sara Rask                    | 630    | 2           | 4         |
| 5    | Rahel Kopp                   | 541    | 1           | 3         |
| 6    | Valentina Cillara Rossi (it) | 532    | 0           | 2         |
| 7    | Ida Dannewitz                | 494    | 1           | 3         |
| 8    | Jasmina Suter                | 490    | 1           | 2         |
| 9    | Tuva Norbye (it)             | 413    | 0           | 1         |
| 10   | Marta Rossetti               | 402    | 1           | 2         |

## Classements de chaque discipline
Les noms en gras remportent les titres des disciplines.

### Descente
Les vainqueurs des classements de descente sont l'autrichienne Nadine Fest et le français Valentin Giraud Moine.
| Rang | Nom                   | Points | Victoire(s) | Podium(s) |
| ---- | --------------------- | ------ | ----------- | --------- |
| 1    | Valentin Giraud Moine | 315    | 1           | 3         |
| 2    | Niklas Köck           | 260    | 2           | 4         |
| 3    | Daniel Hemetsberger   | 226    |             | 1         |
| 4    | Nils Alphand          | 213    | 1           | 1         |
| 5    | Davide Cazzaniga (it) | 210    | 1           | 1         |
| 6    | Cedric Ochsner (it)   | 207    |             | 1         |
| 7    | Ken Caillot           | 198    |             | 1         |
| 8    | Jared Goldberg        | 180    | 1           | 2         |
| 9    | Alexander Prast       | 151    |             | 1         |
| 10   | Lars Rösti            | 130    |             | 1         |

| Rang | Nom                          | Points | Victoire(s) | Podium(s) |
| ---- | ---------------------------- | ------ | ----------- | --------- |
| 1    | Nadine Fest                  | 380    | 3           | 4         |
| 2    | Rosina Schneeberger          | 290    | 1           | 3         |
| 3    | Rahel Kopp                   | 230    | 1           | 2         |
| 4    | Juliana Suter                | 185    | 1           | 1         |
| 5    | Valentina Cillara Rossi (it) | 183    |             |           |
| 6    | Madeleine Chirat             | 139    |             |           |
| 7    | Vanessa Nußbaumer            | 128    |             |           |
| 8    | Esther Paslier               | 123    | 1           | 1         |
| 9    | Ania Monica Caill            | 120    | 1           | 1         |
| 10   | Karen Smadja-Clément         | 120    | 1           | 1         |

### Super G
Les vainqueurs des classements de super G sont les autrichiens Nadine Fest et Raphael Haaser.
| Rang | Nom                    | Points | Victoire(s) | Podium(s) |
| ---- | ---------------------- | ------ | ----------- | --------- |
| 1    | Raphael Haaser         | 373    | 2           | 3         |
| 2    | Alexander Prast        | 321    | 1           | 3         |
| 3    | Niklas Köck            | 244    | 1           | 2         |
| 4    | Atle Lie McGrath       | 196    |             | 2         |
| 5    | Ralph Weber            | 165    | 1           | 1         |
| 6    | Mathieu Faivre         | 145    | 1           | 1         |
| 7    | Guglielmo Bosca        | 142    |             | 1         |
| 8    | Maximilian Lahnsteiner | 132    |             | 1         |
| 9    | Stefan Babinsky        | 130    |             | 1         |
| 10   | Manuel Traninger       | 126    |             |           |

| Rang | Nom                          | Points | Victoire(s) | Podium(s) |
| ---- | ---------------------------- | ------ | ----------- | --------- |
| 1    | Nadine Fest                  | 500    | 3           | 5         |
| 2    | Ida Dannewitz                | 273    | 1           | 2         |
| 3    | Jasmina Suter                | 243    | 1           | 1         |
| 4    | Rahel Kopp                   | 213    |             | 1         |
| 5    | Rosina Schneeberger          | 192    |             | 1         |
| 6    | Tessa Worley                 | 180    | 1           | 2         |
| 7    | Giulia Albano                | 173    |             |           |
| 8    | Valentina Cillara Rossi (it) | 143    |             |           |
| 9    | Julia Scheib                 | 140    |             | 2         |
| 10   | Wendy Holdener               | 120    |             | 2         |

### Géant
Les vainqueurs des classements de slalom géant sont la suédoise Sara Rask et le norvégien Raphael Haaser.
| Rang | Nom                    | Points | Victoire(s) | Podium(s) |
| ---- | ---------------------- | ------ | ----------- | --------- |
| 1    | Atle Lie McGrath       | 427    | 1           | 3         |
| 2    | Roberto Nani           | 401    | 1           | 3         |
| 3    | Patrick Feurstein      | 348    | 2           | 3         |
| 4    | Fabian Wilkens Solheim | 290    | 2           | 3         |
| 5    | Bastian Meisen (it)    | 244    |             | 1         |
| 6    | Daniele Sette          | 232    | 0           | 1         |
| 7    | Stefan Brennsteiner    | 200    |             | 2         |
| 8    | Sandro Jenal (it)      | 194    |             | 2         |
| 9    | Giovanni Borsotti      | 192    | 1           | 1         |
| 10   | Marcus Monsen          | 177    |             |           |

| Rang | Nom                          | Points | Victoire(s) | Podium(s) |
| ---- | ---------------------------- | ------ | ----------- | --------- |
| 1    | Sara Rask                    | 350    | 2           | 3         |
| 2    | Doriane Escané               | 349    | 1           | 3         |
| 3    | Elisa Mörzinger              | 319    | 1           | 3         |
| 4    | Marte Monsen                 | 317    | 1           | 2         |
| 5    | Valentina Cillara Rossi (it) | 206    | 0           | 1         |
| 6    | Mina Fürst Holtmann          | 200    | 0           | 1         |
| 7    | Rosina Schneeberger          | 189    | 0           | 1         |
| 8    | Jonna Luthman (it)           | 188    |             |           |
| 9    | Asja Zenere (it)             | 176    |             | 2         |
| 10   | Ana Bucik                    | 172    |             | 2         |

### Slalom
Les vainqueurs des classements de slalom sont les allemands Jessica Hilzinger et Sebastian Holzmann.
| Rang | Nom                      | Points | Victoire(s) | Podium(s) |
| ---- | ------------------------ | ------ | ----------- | --------- |
| 1    | Sebastian Holzmann       | 404    | 1           | 2         |
| 2    | Atle Lie McGrath         | 358    |             | 4         |
| 3    | Federico Liberatore (it) | 351    | 2           | 3         |
| 4    | Marc Rochat              | 264    |             | 1         |
| 5    | Anton Tremmel            | 257    |             | 1         |
| 6    | Julian Rauchfuss         | 257    |             | 3         |
| 7    | Tommaso Sala             | 236    | 2           | 2         |
| 8    | Adrian Pertl             | 231    | 1           | 2         |
| 9    | Pirmin Hacker (it)       | 216    | 1           | 1         |
| 10   | Jonathan Nordbotten      | 175    |             | 1         |

| Rang | Nom                 | Points | Victoire(s) | Podium(s) |
| ---- | ------------------- | ------ | ----------- | --------- |
| 1    | Jessica Hilzinger   | 510    | 3           | 4         |
| 2    | Marta Rossetti      | 402    | 1           | 2         |
| 3    | Martina Peterlini   | 385    | 2           | 3         |
| 3    | Elena Stoffel       | 385    | 1           | 4         |
| 5    | Joséphine Forni     | 282    | 1           | 1         |
| 6    | Sara Rask           | 280    |             | 1         |
| 7    | Charlie Guest       | 275    | 1           | 3         |
| 8    | Emelie Henning (sv) | 221    | 1           | 1         |
| 9    | Lara Della Mea      | 220    | 1           | 3         |
| 10   | Tuva Norbye (it)    | 195    |             | 1         |

### Combiné
Les vainqueurs des classements de combiné sont l'autrichienne Nadine Fest et le français Robin Buffet.
| Rang | Nom               | Points | Victoire(s) | Podium(s) |
| ---- | ----------------- | ------ | ----------- | --------- |
| 1    | Robin Buffet      | 136    | 1           | 1         |
| 2    | Atle Lie McGrath  | 100    | 1           | 1         |
| 3    | Semyel Bissig     | 86     |             |           |
| 4    | Giovanni Franzoni | 80     |             | 1         |
| 4    | Florian Loriot    | 80     |             | 1         |
| 6    | Olle Sundin (it)  | 64     |             |           |
| 7    | Tobias Hedström   | 60     |             | 1         |
| 7    | Luca Aerni        | 60     |             | 1         |
| 9    | Marcus Monsen     | 55     |             |           |
| 10   | Raphael Haaser    | 50     |             |           |

| Rang | Nom                       | Points | Victoire(s) | Podium(s) |
| ---- | ------------------------- | ------ | ----------- | --------- |
| 1    | Nadine Fest               | 180    | 1           | 2         |
| 2    | Jessica Hilzinger         | 110    |             | 1         |
| 3    | Kristina Riis-Johannessen | 100    | 1           | 1         |
| 4    | Ida Dannewitz             | 93     |             | 1         |
| 5    | Rosina Schneeberger       | 92     |             |           |
| 6    | Rahel Kopp                | 72     |             |           |
| 7    | Ana Bucik                 | 60     |             | 1         |
| 8    | Lisa Grill                | 58     |             |           |
| 9    | Andrine Mårstøl (it)      | 52     |             |           |
| 10   | Tuva Norbye (it)          | 45     |             |           |

## Calendrier et résultats

### Messieurs
| N°      | Lieu                       | Date             | Épreuve           | Vainqueur | Deuxième | Troisième |
| ------- | -------------------------- | ---------------- | ----------------- | --- | --- | --- |
| 1       | Funäsdalen                 | 29 novembre 2019 | Slalom            | Linus Strasser | Istok Rodeš | Kristoffer Jakobsen |
| 2       | Funäsdalen                 | 30 novembre 2019 | Slalom            | Tommaso Sala | Lucas Braathen | Linus Strasser |
| 3       | Trysil                     | 2 décembre 2019  | Géant             | Fabian Wilkens Solheim | Atle Lie McGrath | Daniele Sette |
| 4       | Trysil                     | 3 décembre 2019  | Géant             | Fabian Wilkens Solheim | Tommaso Sala | Roberto Nani |
| 5       | Santa Caterina di Valfurva | 9 décembre 2019  | Combiné alpin     | Robin Buffet | Florian Loriot | Tobias Hedström |
| 6       | Santa Caterina di Valfurva | 10 décembre 2019 | Super G           | Ralph Weber | Niklas Köck | Nils Alphand |
| 7       | Zinal                      | 12 décembre 2019 | Super G           | Niklas Köck | Stefan Babinsky | Alexander Prast |
| 8       | Zinal                      | 12 décembre 2019 | Super G           | Alexander Prast | Urs Kryenbühl | Arnaud Boisset |
| 9       | Val di Fassa               | 16 décembre 2019 | Slalom            | Tommaso Sala | Jonathan Nordbotten | Atle Lie McGrath |
| -       | Obereggen                  | 18 décembre 2019 | Slalom            | Épreuve annulée en raison des conditions météorologiques.                                                                                              | Épreuve annulée en raison des conditions météorologiques.                                                                                              | Épreuve annulée en raison des conditions météorologiques.                                                                                              |
| 10      | Kronplatz                  | 21 décembre 2019 | Slalom parallèle, | Pirmin Hacker (it) | Adrian Meisen (it) | Thomas Dorner (it) |
| 11      | Vaujany                    | 5 janvier 2020   | Slalom            | Anton Tremmel | Sebastian Holzmann | Julian Rauchfuss |
| 12      | Vaujany                    | 6 janvier 2020   | Slalom            | Federico Liberatore (it) | Atle Lie McGrath | Julian Rauchfuss |
| 13      | Wengen                     | 10 janvier 2020  | Descente          | Stefan Rogentin | Valentin Giraud Moine | Ralph Weber |
| 14      | Wengen                     | 11 janvier 2020  | Descente          | Davide Gazzaniga | Henri Battilani (it) | Ralph Weber |
| -       | Zagreb                     | 13 janvier 2020  | Slalom            | Épreuves prévues dans le calendrier initial, mais supprimées avant le début de la saison.                                                              | Épreuves prévues dans le calendrier initial, mais supprimées avant le début de la saison.                                                              | Épreuves prévues dans le calendrier initial, mais supprimées avant le début de la saison.                                                              |
| -       | Zagreb                     | 14 janvier 2020  | Slalom            | Épreuves prévues dans le calendrier initial, mais supprimées avant le début de la saison.                                                              | Épreuves prévues dans le calendrier initial, mais supprimées avant le début de la saison.                                                              | Épreuves prévues dans le calendrier initial, mais supprimées avant le début de la saison.                                                              |
| -       | Saalbach                   | 15 janvier 2020  | Descente          | Épreuves reportées aux 5 et 6 février. | Épreuves reportées aux 5 et 6 février. | Épreuves reportées aux 5 et 6 février. |
| -       | Saalbach                   | 16 janvier 2020  | Descente          | Épreuves reportées aux 5 et 6 février. | Épreuves reportées aux 5 et 6 février. | Épreuves reportées aux 5 et 6 février. |
| 15      | Kirchberg                  | 18 janvier 2020  | Géant             | Stefan Brennsteiner | Patrick Feurstein | Stefan Luitz |
| 16      | Kirchberg                  | 19 janvier 2020  | Géant             | Giovanni Borsotti | Stefan Brennsteiner | Aleksandr Andrienko |
| 17      | Orcières                   | 24 janvier 2020  | Descente          | Niklas Köck | Daniel Hemetsberger | Valentin Giraud Moine |
| 18      | Orcières                   | 25 janvier 2020  | Descente          | Nils Alphand | Cedric Ochsner | Niklas Köck |
| -       | Orcières                   | 26 janvier 2020  | Super G           | Épreuve annulée en raison cause des conditions météorologiques.                                                                                        | Épreuve annulée en raison cause des conditions météorologiques.                                                                                        | Épreuve annulée en raison cause des conditions météorologiques.                                                                                        |
| 19      | Méribel                    | 28 janvier 2020  | Géant             | Patrick Feurstein | Fabian Wilkens Solheim | Léo Anguenot |
| 20      | Méribel                    | 30 janvier 2020  | Géant             | Patrick Feurstein | Atle Lie McGrath | Thomas Dorner (it) |
| 21      | Jaun                       | 31 janvier 2020  | Slalom            | Sebastian Holzmann | Marc Rochat | Adrian Pertl |
| 22      | Jaun                       | 1er février 2020 | Slalom            | Adrian Pertl | Atle Lie McGrath | Federico Liberatore (it) |
| -       | Saalbach                   | 5 février 2020   | Descente          | Épreuves reportées aux 17 et 18 mars pour laisser la places aux épreuves de coupe du monde de Yanqing elles-mêmes anullées et remplacées par Saalbach. | Épreuves reportées aux 17 et 18 mars pour laisser la places aux épreuves de coupe du monde de Yanqing elles-mêmes anullées et remplacées par Saalbach. | Épreuves reportées aux 17 et 18 mars pour laisser la places aux épreuves de coupe du monde de Yanqing elles-mêmes anullées et remplacées par Saalbach. |
| -       | Saalbach                   | 6 février 2020   | Descente          | Épreuves reportées aux 17 et 18 mars pour laisser la places aux épreuves de coupe du monde de Yanqing elles-mêmes anullées et remplacées par Saalbach. | Épreuves reportées aux 17 et 18 mars pour laisser la places aux épreuves de coupe du monde de Yanqing elles-mêmes anullées et remplacées par Saalbach. | Épreuves reportées aux 17 et 18 mars pour laisser la places aux épreuves de coupe du monde de Yanqing elles-mêmes anullées et remplacées par Saalbach. |
| 23      | Berchtesgaden              | 8 février 2020   | Géant             | Roberto Nani | Raphael Haaser | Patrick Haugen Veisten |
| 24      | Berchtesgaden              | 9 février 2020   | Slalom            | Federico Liberatore (it) | Atle Lie McGrath | Julian Rauchfuss |
| 26      | Berchtesgaden              | 10 février 2020  | Slalom            | Épreuve annulée | Épreuve annulée | Épreuve annulée |
| 25      | Sella Nevea                | 12 février 2020  | Super G           | Raphael Haaser | Atle Lie McGrath | Alexander Prast |
| 26      | Sella Nevea                | 13 février 2020  | Super G           | Mathieu Faivre | Raphael Haaser | Guglielmo Bosca |
| 27      | Sella Nevea                | 14 février 2020  | Combiné           | Atle Lie McGrath | Giovanni Franzoni | Luca Aerni |
| 28      | Sella Nevea                | 14 février 2020  | Super G,          | Raphael Haaser | Atle Lie McGrath | Stefan Rieser |
| 29      | Jasná                      | 20 février 2020  | Géant             | Atle Lie McGrath | Bastian Meisan | Roberto Nani |
| -       | Jasná                      | 21 février 2020  | Géant             | Épreuve annulée | Épreuve annulée | Épreuve annulée |
| 30      | Kvitfjell                  | 29 février 2020  | Descente          | Valentin Giraud Moine | Jared Goldberg | Ken Caillot |
| 31      | Kvitfjell                  | 29 février 2020  | Descente          | Jared Goldberg | Alexander Köll | Stefan Rieser |
| -       | Saalbach                   | 17 mars 2020     | Descente          | Épreuve annulé à cause de la Pandémie de maladie à coronavirus de 2019-2020.                                                                           | Épreuve annulé à cause de la Pandémie de maladie à coronavirus de 2019-2020.                                                                           | Épreuve annulé à cause de la Pandémie de maladie à coronavirus de 2019-2020.                                                                           |
| Finales |                            |                  |                   | | | |
| -       | Saalbach                   | 18 mars 2020     | Descente          | Épreuves annulées à cause de la Pandémie de maladie à coronavirus de 2019-2020.                                                                        | Épreuves annulées à cause de la Pandémie de maladie à coronavirus de 2019-2020.                                                                        | Épreuves annulées à cause de la Pandémie de maladie à coronavirus de 2019-2020.                                                                        |
| -       | Saalbach                   | 19 mars 2020     | Super G           | Épreuves annulées à cause de la Pandémie de maladie à coronavirus de 2019-2020.                                                                        | Épreuves annulées à cause de la Pandémie de maladie à coronavirus de 2019-2020.                                                                        | Épreuves annulées à cause de la Pandémie de maladie à coronavirus de 2019-2020.                                                                        |
| -       | Reiteralm                  | 21 mars 2020     | Géant             | Épreuves annulées à cause de la Pandémie de maladie à coronavirus de 2019-2020.                                                                        | Épreuves annulées à cause de la Pandémie de maladie à coronavirus de 2019-2020.                                                                        | Épreuves annulées à cause de la Pandémie de maladie à coronavirus de 2019-2020.                                                                        |
| -       | Reiteralm                  | 22 mars 2020     | Slalom            | Épreuves annulées à cause de la Pandémie de maladie à coronavirus de 2019-2020.                                                                        | Épreuves annulées à cause de la Pandémie de maladie à coronavirus de 2019-2020.                                                                        | Épreuves annulées à cause de la Pandémie de maladie à coronavirus de 2019-2020.                                                                        |

### Dames
| N°      | Lieu                   | Date             | Épreuve           | Vainqueur                                                                                 | Deuxième                                                                                  | Troisième                                                                                 |
| ------- | ---------------------- | ---------------- | ----------------- | ----------------------------------------------------------------------------------------- | ----------------------------------------------------------------------------------------- | ----------------------------------------------------------------------------------------- |
| 1       | Trysil                 | 29 novembre 2019 | Géant             | Sara Rask                                                                                 | Rosina Schneeberger                                                                       | Simone Wild                                                                               |
| 2       | Trysil                 | 30 novembre 2019 | Géant             | Sara Rask                                                                                 | Asja Zenere (it)                                                                          | Elisa Mörzinger                                                                           |
| 3       | Funäsdalen             | 2 novembre 2019  | Slalom            | Jessica Hilzinger                                                                         | Selina Egloff (it)                                                                        | Charlie Guest                                                                             |
| 4       | Funäsdalen             | 3 décembre 2019  | Slalom            | Jessica Hilzinger                                                                         | Charlie Guest                                                                             | Elsa Fermbäck                                                                             |
| 5       | Kvitfjell              | 5 décembre 2019  | Super G           | Nadine Fest                                                                               | Ida Dannewitz                                                                             | Lindy Etzensperger                                                                        |
| 6       | Kvitfjell              | 6 décembre 2019  | Combiné alpin     | Nadine Fest                                                                               | Ida Dannewitz                                                                             | Jessica Hilzinger Rosina Schneeberger                                                     |
| 7       | Saint-Moritz           | 10 décembre 2019 | Super G           | Ida Dannewitz                                                                             | Tessa Worley                                                                              | Wendy Holdener                                                                            |
| 8       | Saint-Moritz           | 11 décembre 2019 | Super G           | Tessa Worley                                                                              | Nadine Fest                                                                               | Wendy Holdener                                                                            |
| 9       | Andalo Paganella       | 14 décembre 2019 | Géant             | Marte Monsen                                                                              | Elisa Mörzinger                                                                           | Asja Zenere (it)                                                                          |
| 10      | Andalo Paganella       | 15 décembre 2019 | Géant             | Elisa Mörzinger                                                                           | Marte Monsen                                                                              | Doriane Escané Valentina Cillara Rossi (it)                                               |
| 11      | Col de San Pellegrino  | 19 décembre 2019 | Descente          | Épreuves anullées en raison des conditions météorologiques (températures trop élevées).   | Épreuves anullées en raison des conditions météorologiques (températures trop élevées).   | Épreuves anullées en raison des conditions météorologiques (températures trop élevées).   |
| 12      | Col de San Pellegrino  | 20 décembre 2019 | Descente          | Épreuves anullées en raison des conditions météorologiques (températures trop élevées).   | Épreuves anullées en raison des conditions météorologiques (températures trop élevées).   | Épreuves anullées en raison des conditions météorologiques (températures trop élevées).   |
| 13      | Kronplatz              | 21 décembre 2019 | Slalom parallèle, | Emilie Henning                                                                            | Martina Ostler (it)                                                                       | Tuva Norbye (it)                                                                          |
| -       | Zagreb                 | 13 janvier 2020  | Slalom            | Épreuves prévues dans le calendrier initial, mais supprimées avant le début de la saison. | Épreuves prévues dans le calendrier initial, mais supprimées avant le début de la saison. | Épreuves prévues dans le calendrier initial, mais supprimées avant le début de la saison. |
| -       | Zagreb                 | 14 janvier 2020  | Slalom            | Épreuves prévues dans le calendrier initial, mais supprimées avant le début de la saison. | Épreuves prévues dans le calendrier initial, mais supprimées avant le début de la saison. | Épreuves prévues dans le calendrier initial, mais supprimées avant le début de la saison. |
| 14      | Zell am See            | 17 janvier 2020  | Slalom            | Marta Rossetti                                                                            | Elena Stoffel                                                                             | Lara Della Mea                                                                            |
| 15      | Zell am See            | 18 janvier 2020  | Slalom            | Jessica Hilzinger                                                                         | Elena Stoffel                                                                             | Lara Della Mea                                                                            |
| 16      | Sankt Anton am Arlberg | 21 janvier 2020  | Descente          | Nadine Fest                                                                               | Rosina Schneeberger                                                                       | Karen Smadja-Clément                                                                      |
| 17      | Sankt Anton am Arlberg | 22 janvier 2020  | Descente          | Nadine Fest                                                                               | Juliana Suter                                                                             | Valentina Cillara Rossi (it)                                                              |
| -       | Melchsee-Frutt         | 23 janvier 2020  | Slalom            | Épreuves déplacées à Hasliberg.                                                           | Épreuves déplacées à Hasliberg.                                                           | Épreuves déplacées à Hasliberg.                                                           |
| -       | Melchsee-Frutt         | 24 janvier 2020  | Slalom            | Épreuves déplacées à Hasliberg.                                                           | Épreuves déplacées à Hasliberg.                                                           | Épreuves déplacées à Hasliberg.                                                           |
| 18      | Hasliberg              | 23 janvier 2020  | Slalom            | Charlie Guest                                                                             | Marta Rossetti                                                                            | Martina Peterlini                                                                         |
| 19      | Hasliberg              | 24 janvier 2020  | Slalom            | Martina Peterlini                                                                         | Meta Hrovat                                                                               | Ana Bucik                                                                                 |
| 20      | Morzine                | 29 janvier 2020  | Géant             | Épreuve annulée en raison des fortes chutes de neige.                                     | Épreuve annulée en raison des fortes chutes de neige.                                     | Épreuve annulée en raison des fortes chutes de neige.                                     |
| 21      | Morzine                | 30 janvier 2020  | Géant             | Épreuve annulée en raison des fortes chutes de neige.                                     | Épreuve annulée en raison des fortes chutes de neige.                                     | Épreuve annulée en raison des fortes chutes de neige.                                     |
| 22      | Pila                   | 5 février 2020   | Descente,         | Rahel Kopp                                                                                | Ania Monica Caill                                                                         | Esther Paslier                                                                            |
| -       | Pila                   | 5 février 2020   | Descente          | Épreuve annulée.                                                                          | Épreuve annulée.                                                                          | Épreuve annulée.                                                                          |
| 23      | Crans-Montana          | 13 février 2020  | Descente          | Nadine Fest                                                                               | Rahel Kopp                                                                                | Rosina Schneeberger                                                                       |
| 24      | Crans-Montana          | 15 février 2020  | Descente          | Rosina Schneeberger                                                                       | Nadine Fest                                                                               | Jasmina Suter                                                                             |
| 25      | Crans-Montana          | 16 février 2020  | Super G           | Jasmina Suter                                                                             | Nadine Fest                                                                               | Rahel Kopp                                                                                |
| 26      | Sarentino              | 19 février 2020  | Super G           | Nadine Fest                                                                               | Julia Scheib                                                                              | Rosina Schneeberger                                                                       |
| 27      | Sarentino              | 20 février 2020  | Super G           | Nadine Fest                                                                               | Maruša Ferk                                                                               | Julia Scheib                                                                              |
| 28      | Sarentino              | 21 février 2020  | Combiné           | Kristina Riis-Johannessen                                                                 | Nadine Fest                                                                               | Ana Bucik                                                                                 |
| 29      | Krvavec                | 26 février 2020  | Géant             | Doriane Escané                                                                            | Ana Bucik                                                                                 | Luisa Matilde Maria Bertani (it)                                                          |
| -       | Krvavec                | 28 février 2020  | Géant             | Épreuve annulée.                                                                          | Épreuve annulée.                                                                          | Épreuve annulée.                                                                          |
| 30      | Bad Wiessee            | 29 février 2020  | Slalom            | Martina Peterlini                                                                         | Elena Stoffel                                                                             | Sara Rask                                                                                 |
| 32      | Bad Wiessee            | 1er mars 2020    | Slalom            | Elena Stoffel                                                                             | Lara Della Mea                                                                            | Jessica Hilzinger                                                                         |
| Finales |                        |                  |                   |                                                                                           |                                                                                           |                                                                                           |
| -       | Saalbach               | 18 mars 2020     | Super G           | Épreuve annulé à cause de la Pandémie de maladie à coronavirus de 2019-2020.              | Épreuve annulé à cause de la Pandémie de maladie à coronavirus de 2019-2020.              | Épreuve annulé à cause de la Pandémie de maladie à coronavirus de 2019-2020.              |
| -       | Reiteralm              | 21 mars 2019     | Géant             | Épreuve annulé à cause de la Pandémie de maladie à coronavirus de 2019-2020.              | Épreuve annulé à cause de la Pandémie de maladie à coronavirus de 2019-2020.              | Épreuve annulé à cause de la Pandémie de maladie à coronavirus de 2019-2020.              |
| -       | Reiteralm              | 22 mars 2019     | Slalom            | Épreuve annulé à cause de la Pandémie de maladie à coronavirus de 2019-2020.              | Épreuve annulé à cause de la Pandémie de maladie à coronavirus de 2019-2020.              | Épreuve annulé à cause de la Pandémie de maladie à coronavirus de 2019-2020.              |